# Konstantinssäule

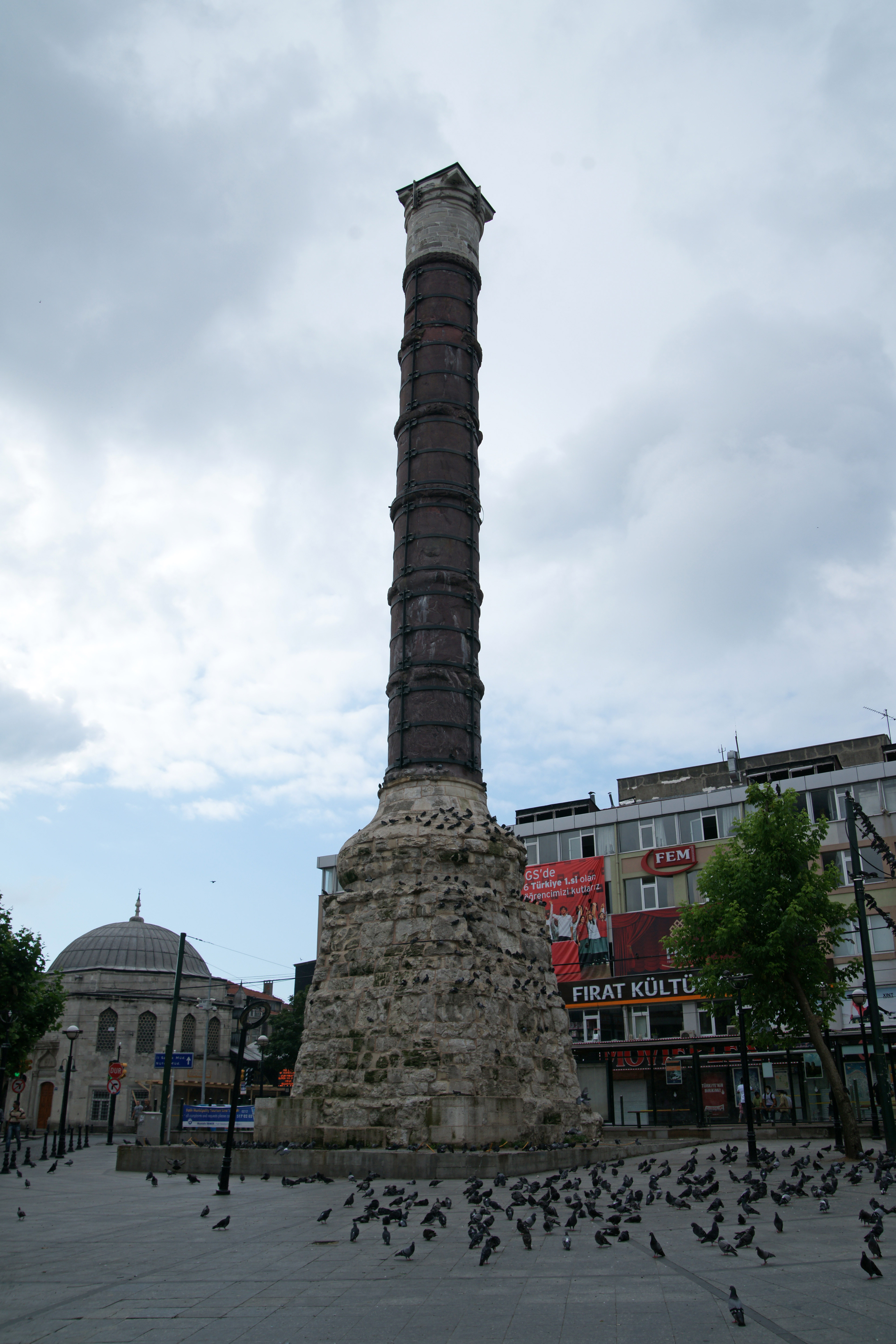
Die Konstantinssäule im Juli 2010, Nordseite

Die Konstantinssäule (türkisch Çemberlitaş, von çemberli ‚beringt/bereift‘ und taş ‚Stein‘) ist eine spätrömische Monumentalsäule in Istanbul. Sie stand ursprünglich auf dem Konstantinsforum und prägte in ihrer ursprünglichen Größe das Stadtbild Konstantinopels. Heute ist sie nur noch in Teilen erhalten, muss aber als eines der wenigen überlebenden Denkmäler aus der Gründungszeit Konstantinopels gesehen werden. Die Säule befindet sich in der Yeniçeriler Caddesi in der Altstadt Istanbuls, die der Mese, der früheren Hauptstraße von Konstantinopel entspricht.

## Geschichte

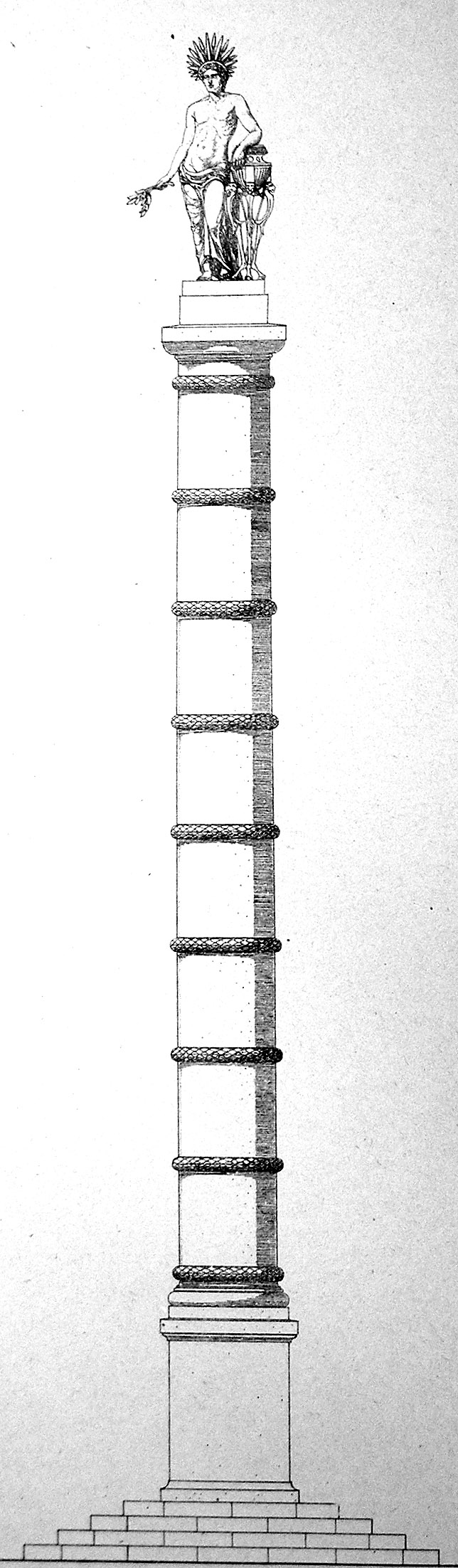
Die Konstantinssäule (Rekonstruktion des ursprünglichen Zustands von Cornelius Gurlitt)

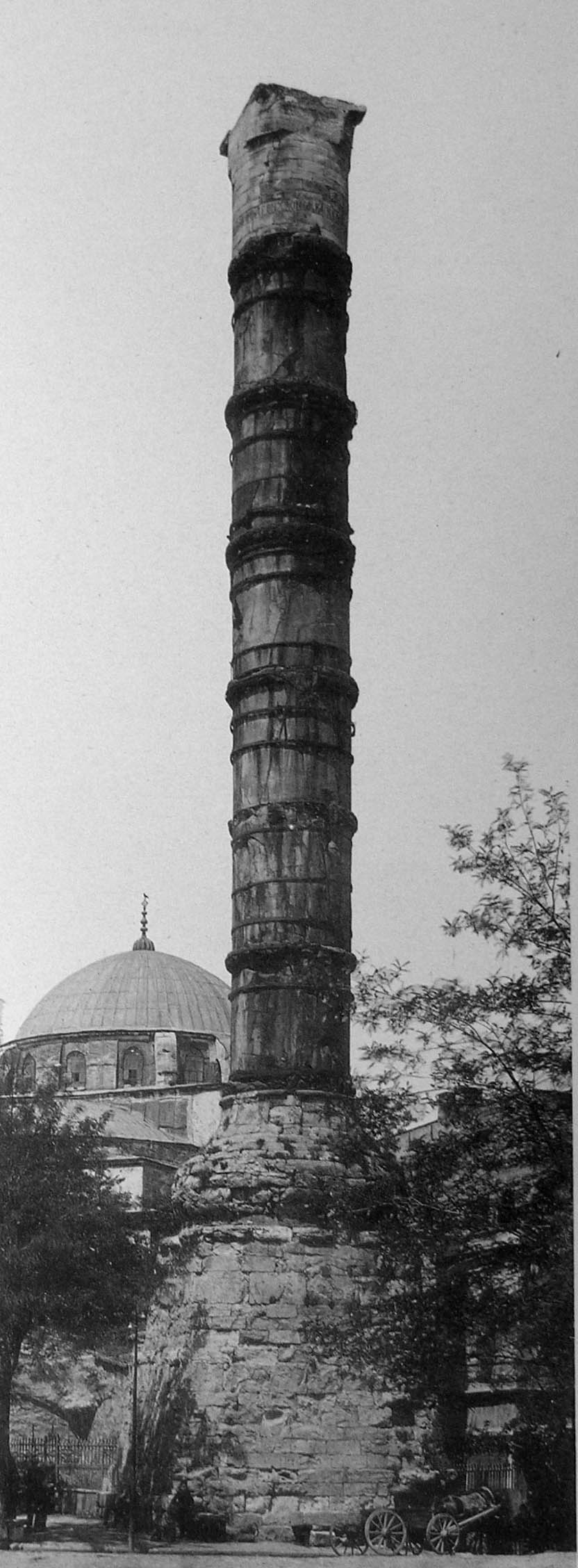
Die Konstantinssäule (1912)

Die Konstantinssäule wurde im Jahr 328 errichtet und am 11. Mai 330 bei der Einweihungsfeier Konstantinopels miteingeweiht. Sie stand inmitten des Konstantinforums.
Sie war ein Teil des neuen Stadtbilds, das Konstantin für seine neue Hauptstadt vorgesehen hatte. Nach seinem Sieg über Licinius im Jahr 324, der ihm die Gesamtherrschaft über das Römische Reich sicherte, gründete er wenige Wochen später sein Nova Roma, das aus der griechischen Stadt Byzantion hervorging: eine neue Hauptstadt im Osten des Reiches.

## Die Statue auf der Konstantinssäule
Die ursprüngliche Säule bestand aus 7 Porphyrtrommeln, die auf einem mit Reliefs verzierten Postament standen. Sie trug eine Statue, die in der linken Hand einen Speer und in der rechten einen Globus hielt. Diese Rekonstruktionen sind möglich durch ein Bild der Säule auf der Tabula Peutingeriana, auf dem sie der Stadt Konstantinopel neben einem Bild Konstantins des Großen als Wahrzeichen zugeordnet erscheint. Dennoch ist wenig Weiteres über die Statue bekannt und viel spekuliert worden: War sie nackt oder bekleidet? Neu geschaffen oder Spolie? Trug sie eine Strahlenkrone oder nicht? Trug der Globus ein Kreuz? Auch ist umstritten, inwiefern sie Konstantin als/oder Sol Invictus darstellen sollte. Die Verwirrung, die die Statue hervorgerufen hat, beruht auf zwei Tatsachen: Erstens sind seit 324 immer weniger Darstellungen des Kaisers im direkten Kontext Sols auf Münzen und sonstigen Bildquellen zu finden. Zweitens gilt seine Religionspolitik seit 312 manchen als gleichzeitige Hinwendung zum Christentum einerseits und schroffe Abwendung von alten römischen Glaubensinhalten andererseits.
Nicht übersehen werden darf jedoch, dass der Bevölkerungsanteil an Heiden zu Konstantins Zeiten mindestens 80 %, eher bis zu 95 % betragen haben soll. Dies ist insofern von Belang, da damit der Widerspruch aufgelöst werden kann, dass sich Konstantin als christlicher Herrscher gegen pagane Traditionen stellte. Vielmehr betonte er sein Christentum und schwächte den offensichtlichen Sol-Kult zu einer bloßen Übernahme vieler seiner Elemente ab. Die folgerichtige Interpretation der Konstantinssäule ist daher die, dass sie sowohl die christliche als auch die heidnische Bevölkerung ansprechen wollte: Die Statue bildet also einen Teil des Versuchs Konstantins, einen toleranten Synkretismus aus Sol-Elementen und Christentum zu bilden, war jedoch mit Sicherheit ein Monument von Konstantins Herrlichkeit – so auch die überlieferte Inschrift:
Für Konstantin, der leuchtet wie die Sonne
Der Dativ des Originals lässt Raum für Vermutungen, wer denn offiziell der Stifter der Säule war: Vielleicht die Stadt und ihre offiziellen Vertreter, der Senat? Abschließend bewerten lässt sich das nicht. Dass die Statue eine Strahlenkrone trug, wurde zuletzt bezweifelt, ist aber sehr wahrscheinlich: Das von Melchior Lorichs gezeichnete Postament enthält ein Bild Konstantins mit einer Strahlenkrone innerhalb eines Lorbeerkranzes. Auch steht in einer byzantinischen Quelle des 6. Jahrhunderts:
Und auf seine Säule setzte er sein eigenes Standbild, das an seinem Haupt sieben Strahlen besitzt.

## Das Relief
Die Säule stand auf einem vierkantigen Sockel; dieser war der Abschluss einer Folge von fünf oder sechs Stufen. Der Mittelpunkt der Komposition ist eben jenes Bild Konstantins. Darunter sitzt eine Frauengestalt auf einem kleinen Thron, die als Tyche Konstantinopels interpretiert werden kann. Zwei geflügelte Niken, je eine Rüstung haltend, führen zwei Knaben in die Mitte, die beide eine Schale mit Gaben für Konstantinopel und/oder den Kaiser heranbringen. Hinter den zwei Gabenbringern stehen zwei bärtige Männer (in der Literatur als Perser und Germane bezeichnet) die ebenso wie die Niken zum Darbringen der Gaben in die Mitte ermutigen.

## Die Säule durch die Zeit
Schon 86 Jahre nach ihrer Errichtung wurde die Säule 416 durch einen Blitzschlag dermaßen beschädigt, dass die heute namensgebenden eisernen Reifen zur Stabilisierung angebracht wurden, da man ansonsten ein Umstürzen des gesamten Bauwerks befürchtete. Ein weiterer Blitzschlag demolierte die Säule 1079 und 1106 fegte ein heftiger Sturm die obersten drei Trommeln samt Statue herab. Unter Manuel Komnenos (1143–1180) waren ein neues korinthisches Kapitell und ein Kreuz auf die Säule aufgesetzt worden, das nach der Eroberung 1453 von den osmanischen Eroberern entfernt wurde. Von der Plünderung durch die Kreuzfahrer 1204 blieb auch die Konstantinssäule nicht verschont: Zwischen den Trommeln befindliche Bronzeeinlassungen wurden durch Kreuzritter herausgebrochen. Zur Stabilisierung wurden 1701 unter Sultan Mustafa II. nach einem Brand der Sockel und die unterste Trommel bis zu einer Höhe von 10,9 m ummauert. 1909 wurde die Säule restauriert.

## Funktionsgeschichte
An den Veränderungen des oberen Abschlusses der Säule zeigt sich recht eindrücklich ihre sich verändernde Funktion im Stadtbild: Durch die Spätantike und das Mittelalter hindurch war sie ein Wahrzeichen der Stadt, unter Konstantin und seiner römischen Nachfolge auch Zeichen des Synkretismus, der sich sowohl an christliche als auch pagane Gläubige richtete. Spätantike Kirchenhistoriker berichten, dass noch im 5. Jahrhundert Christen an der Statue Opfer darbrachten und um persönliche Hilfe baten – ein Nachklang des heidnischen Kaiseropfers in einer nun christlichen Gesellschaft. Nach dem Sturz der Statue im 12. Jahrhundert wurde diese nicht erneut aufgerichtet. Stattdessen wurde ein Kreuz an seine Stelle gesetzt; damit war die Säule endgültig als ausschließlich christliches Zeichen zu verstehen. Dem Chronisten Dukas zufolge versammelten sich viele Bürger Konstantinopels kurz vor der Eroberung 1453 unter ihr, um den rettenden Engel des Herrn zu erwarten, was von vielen zeitgenössischen „Propheten“ vorhergesagt wurde. Das Kreuz wurde nach der Eroberung der Stadt durch die Osmanen entfernt. Der Rest der Säule wurde, von wenigen restauratorischen Maßnahmen abgesehen, so belassen, wie er war.

## Legenden um die Säule
In einer Quelle des 9. Jahrhunderts findet sich die Legende, dass Konstantin selbst in einem Hohlraum unterhalb der Säule verschiedene – christliche und pagane – Heiligtümer gelagert haben soll: Das Palladion, ein Splitter aus dem Kreuze Christi, das Beil Noahs, ein Stück vom Fels, aus dem Moses Wasser schlug, die Körbe der Speisung der Zehntausend und Weiteres aus christlicher Überlieferung. Auch sollen in den Strahlen der Strahlenkrone der Statue Nägel der Kreuzigung Christi eingearbeitet worden sein. Manche Historiker sehen darin einen weiteren Beweis für den Synkretismus des Kaisers und das Bestreben, mit solchen Bauwerken nicht nur seine christlichen Untertanen anzusprechen.

## Die Säule heute
Die Säule ist unter ihrem türkischen Namen, Çemberlitaş, heute namensgebend für das gesamte sie umgebende Viertel und die gleichnamige Straßenbahnhaltestelle. Die Gesamthöhe der Çemberlitaş beträgt heute ca. 35 m. In den 1970er Jahren wurde sie restauriert und erhielt dabei neue Eisenreifen. Das Pflaster des Forums wurde bei Grabungen 1929/30 in einer Tiefe von 2,33 m gefunden. Dieselben Grabungen ergaben auch, dass darunter in 4,6 m Tiefe ein Gewölbe existiert, in dem manche die Konstantinskapelle erkennen wollen, die in einigen Quellen genannt wird.